# Bahía de Santa Marta
Bahía de Santa Marta är en vik i Colombia.   Den ligger i departementet Magdalena, i den norra delen av landet, 700 km norr om huvudstaden Bogotá.